# Caribou (Maine)
Caribou é a segunda maior cidade do condado de Aroostook, perto de Presque Isle, Fort Fairfield e Mars Hill no norte de Maine, Estados Unidos. Sua população era de 8.189 no censo de 2010. A cidade é um centro de serviços para as indústrias agrícola e de turismo e sede de um Escritório de Previsão do Serviço Meteorológico Nacional.
De acordo com o United States Census Bureau, a cidade tem uma área total de 80,10 milhas quadradas (207,5 km2), das quais 79,26 milhas quadradas (205,3 km2) é terra e 0,84 milhas quadradas (2,2 km2) é água. Caribou está localizado na curva norte do rio Aroostook antes de seguir para sudeste para se juntar ao rio Saint John, a leste de Fort Fairfield, Maine.